# Manécanterie des Petits Chanteurs à la croix de bois
 (octobre 2019).
La manécanterie des Petits Chanteurs à la Croix de Bois est un chœur de garçons créé en 1907 par Paul Berthier et Pierre Martin, et longtemps dirigée par l'abbé Fernand Maillet. Depuis septembre 2014, la manécanterie est basée à Autun en Bourgogne-Franche-Comté.

## Historique

### Création

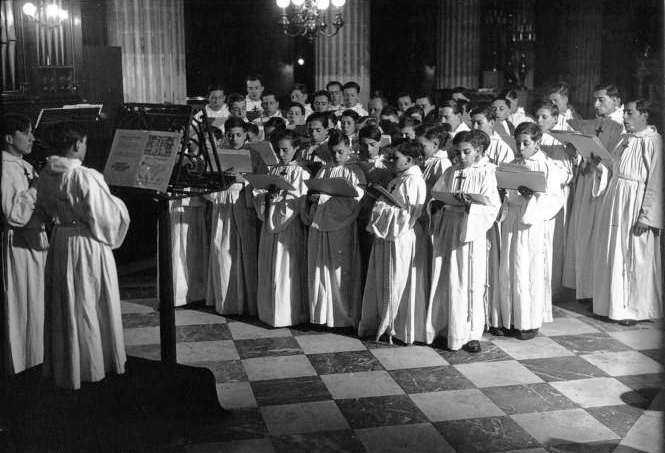
Les Petits Chanteurs à la Croix de Bois en 1934.

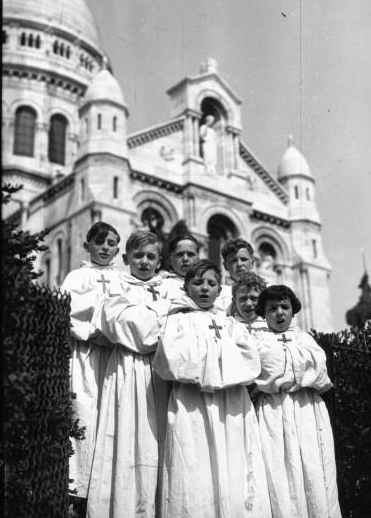
Les Petits Chanteurs à la croix de bois devant la basilique du Sacré-Cœur de Montmartre en 1936.

En 1903, le pape Pie X écrit le motu proprio, « Tra le sollecitudini », sur la restauration de la musique sacrée ; en 1905, le Parlement français vote la loi de séparation des Églises et de l'État.
C'est dans ce contexte que le projet de la manécanterie voit le jour, en 1907, sur l'idée de deux étudiants, en vacances à l'abbaye de Tamié, près d'Albertville en Savoie. Paul Berthier et Pierre Martin voulaient mettre en application le motu proprio et créer une structure itinérante sans attachement à une paroisse ou une cathédrale, rompant ainsi avec la tradition millénaire du chœur d'enfants. L'année suivante, l'idée se concrétise par les premières représentations, qui ont un succès rapide et grandissant[réf. souhaitée].
C'est en 1924, après avoir découvert cette chorale lors d'une messe en 1918, que l'abbé Fernand Maillet prend la direction de la manécanterie, à laquelle il donne son envol définitif et international[réf. souhaitée].
En 1931, les Petits Chanteurs à la croix de bois font une tournée à travers le Canada, grâce à l'organisation du musicien et compositeur québécois Frédéric Pelletier qui, en tant que chef de chorale, adapte leur répertoire en y ajoutant des chansons folkloriques canadiennes françaises.
En 1942, Les « Petits Chanteurs à la Croix de Bois » donnent un récital à Berlin pendant la Seconde Guerre mondiale. L’abbé Maillet obtient la francisque du maréchal Pétain pour ses services.
La chorale gagne très vite une réputation mondiale, jusqu'au Vatican, où les papes Pie XII, puis Jean XXIII lui conférèrent ses lettres de noblesse. Le succès sans précédent de cette formation donne une impulsion décisive à un renouveau du chant choral dans l'ensemble de l'Europe, qui se concrétise dans les années 1950 par la fédération des Pueri Cantores, encore en activité aujourd'hui[réf. souhaitée].
En 1945, le film La Cage aux rossignols (qui aura droit à son remake en 2004 avec Les Choristes), contribue largement à la renommée de la Manécanterie.

### Agressions sexuelles
Des rumeurs de pédophilie concernant Fernand Maillet, sont diffusées par Roger Peyrefitte et jamais totalement démenties. En 1959, la résidence de vacances louée par Fernand Maillet pour ses petits chanteurs est le théâtre de l'affaire de pédophilie connue sous le nom de « ballets bleus »,,. 
Selon d'anciens choristes Fernand Maillet agressait sexuellement des enfants pendant les tournées. À la suite de l'affaire des « ballets bleus » les pédophiles arrêtés sont condamnés. Toutefois Fernand Maillet, protégé par Charles de Gaulle à la demande de l'archevêque de Paris, n'est pas poursuivi. Il démissionne simplement de ses responsabilités en 1959 et part en retraite,.

### Les successeurs de l’abbé Maillet
L'abbé Maillet dirige la chorale jusqu'1959. L'abbé Roger Delsinne, son second pendant plus de vingt ans, prend la succession jusqu'en 1978, date de son décès.
La direction musicale de la Manécanterie est ensuite assurée par deux anciens solistes des Petits Chanteurs, Bernard Houdy jusqu'en 1992, puis Rodolphe Pierrepont jusqu'en 1999. Il est remplacé par Olivier Opdebeeck durant la saison 1999/2000. En septembre 2000, Véronique Thomassin prend sa succession à la direction musicale du chœur. Elle est remplacée par Clothilde Sebert, assistée par Romain Mastier et Anne Le Goff, à la rentrée 2011,,.
Depuis la rentrée 2012 à fin 2013, Clothilde Sebert dirige l'éducation musicale, avec comme collègues Anne Le Goff, Élise Gendraud et Jean-Marc Scoiatariu. Elle est remplacée en janvier 2014 par Laura Zimmermann, qui dirige le chœur en alternance avec Anne Le Goff[réf. souhaitée]
En septembre 2014 Hugo Gutierrez devient le directeur artistique de l’institution. Il réécrit et renouvelle l'ensemble du répertoire et met en place deux chœurs, le chœur à voix égales (composé de Soprano, de Mezzo-soprano et d'Alto) et le chœur à voix mixtes (composé de Soprano, d'Alto mais aussi de Ténor et de Basse) aux répertoires et couleurs vocales spécifiques. 
En 2017 il co-dirige l'institution avec Vincent Bruggeman. 
En septembre 2018 Hugo Gutierrez quitte la direction de la Manécanterie, puis en est le conseiller artistique de 2020 à  2021.
En septembre 2018 Vincent Bruggeman devient le directeur de la Manécanterie des Petits Chanteurs à la Croix de Bois et Tanguy Dionis du Séjour, fondateur du chœur Dei Amoris Cantores, prend la charge de directeur artistique. En 2020, Vincent Bruggeman prend la direction administrative et artistique du choeur.

## Les Petits Chanteurs de nos jours

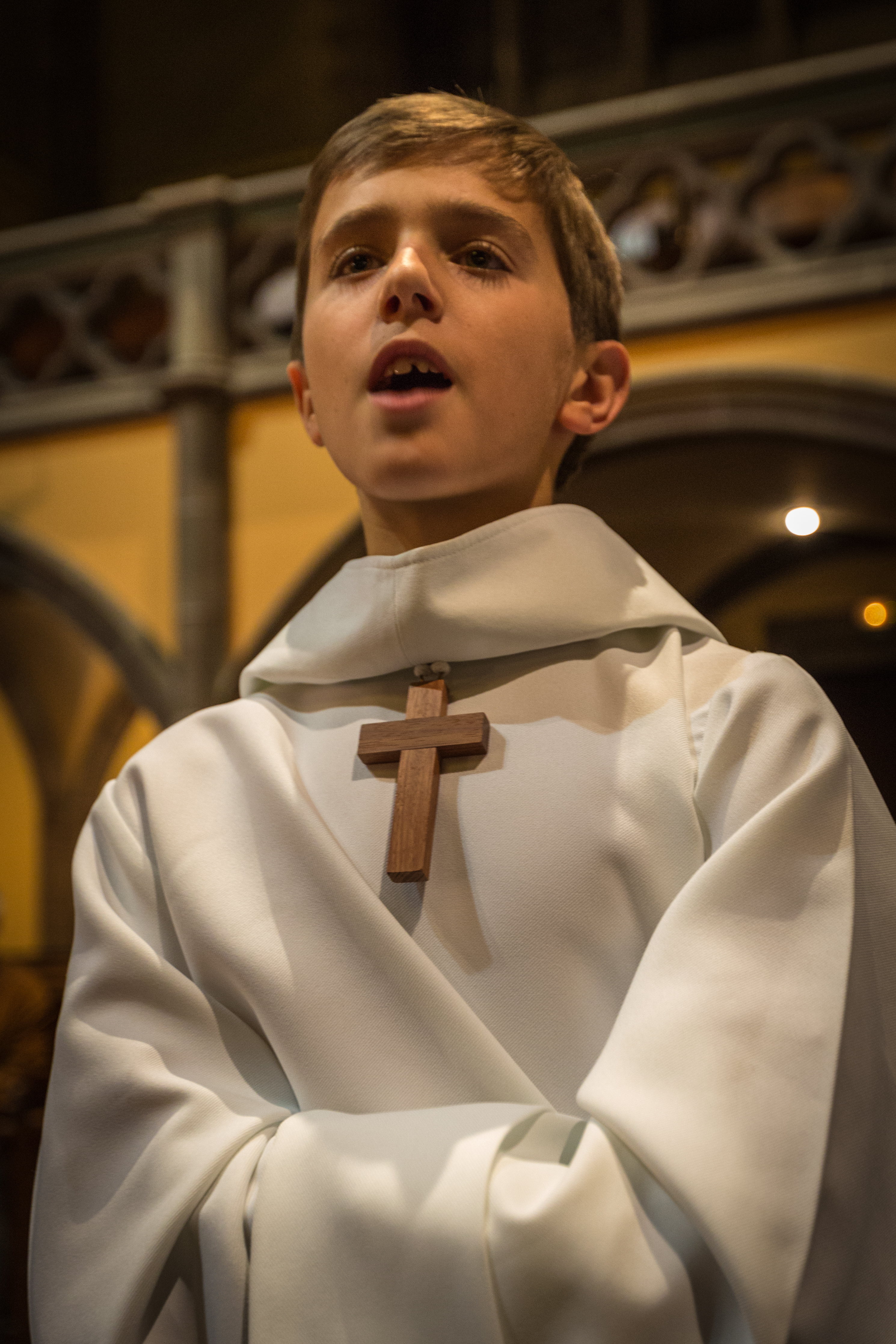
Un Petit Chanteur à la croix de bois à Strasbourg, le 9 novembre 2013.

De nos jours, la Manécanterie des PCCB (Petits Chanteurs à la Croix de Boix) n'est pas seulement une chorale, mais également une école qui fournit aux enfants une éducation scolaire complète en pensionnat, de la primaire à la fin du collège. 
Lors de la rentrée 2006, la Manécanterie quitte le château de Glaignes dans l'Oise, après y avoir résidé durant plus de trente ans, pour s'installer à Paris près de la place de la Nation dans les locaux de la Fondation Eugène-Napoléon comme à ses débuts, avec l'appui du maire de Paris, Bertrand Delanoë, lui-même ancien Petit Chanteur de la Manécanterie des sables de Tunis.
Après des difficultés rencontrées avec son bailleur parisien, la direction de la Manécanterie prend la décision de s'installer dans l'Yonne. Dans ce but, elle achète en septembre 2011 le château Saint-Loup, situé à Brienon-sur-Armançon. Les enfants sont scolarisés au collège privé Saint Jacques de Joigny. Ce sont les professeurs de cet établissement qui se déplacent à Brienon.
En décembre 2006, les célébrations du centenaire de la chorale donnent l'occasion aux Petits Chanteurs à la croix de bois d'être très présents sur le petit écran, notamment grâce à un documentaire d'Emmanuel Descombes, Le Chœur des enfants, diffusé sur France 2, ainsi qu'avec une grande émission télévisée présentée par Stéphane Bern, sur France 2 également. Cette émission, intitulée Le 100e anniversaire des Petits Chanteurs à la croix de bois, leur permet de chanter avec de nombreux artistes de la chanson française et internationale : Charles Aznavour, Florent Pagny, Faudel, Mireille Mathieu, Tina Arena, Lara Fabian, Nadya, Bénabar, Louis Chedid, The Ten Tenors, Yannick Noah et Nolwenn Leroy. Une autre émission impliquant les PCCB (Petits Chanteurs à la croix de bois) est diffusée sur France 3, avec entre-autres Læticia Hallyday, Grégoire, Quentin Mosimann, la troupe de la comédie musicale Cléopâtre, les PCCB et bien d'autres artistes[réf. souhaitée].
Le 14 juillet 2007, la Manécanterie chante La Marseillaise et l'Hymne européen lors du défilé militaire.
La société Tetra Media, productrice de ces deux programmes, propose les années suivantes quatre autres émissions télévisées autour des Petits Chanteurs à la croix de bois, diffusées sur France 3. En 2008, l'émission Le Noël des Petits Chanteurs est présentée par Helena Noguerra. En 2009, 2010 et 2011, ce sont Cyril Hanouna puis Tania Young et enfin Marine Vignes qui reprennent le flambeau avec La chorale des Petits Chanteurs. Cette dernière émission permet aux Petits Chanteurs de présenter l'intégralité de leur dernier album, également produit par Tetra Média et distribué par Universal Music Group sous le label Mercury Records[réf. souhaitée].
En décembre 2008, les Petits Chanteurs à la croix de bois font une nouvelle tournée en Asie (Japon, Corée et Chine) où ils chantent, entre autres, dans le nouvel Opéra de Pékin. Ils sont présents à la télévision pour une émission de deux heures en première partie de soirée lors de la veillée de Noël[réf. souhaitée].
En 2013, les Petits Chanteurs à la croix de bois participent à l'album Thérèse, Vivre d'Amour, sorti le 22 avril 2013, mené par Natasha St-Pier et sur des poèmes de Sainte Thérèse de Lisieux, mis en musique par Grégoire. Ils y chantent une chanson en chœur d'accompagnement à Grégory Turpin[réf. souhaitée].
Les Petits Chanteurs à la Croix de Bois sont régulièrement en tournées internationales en Chine, en Corée du Sud et au Japon.

Les Petits Chanteurs en concert à Strasbourg, en 2013
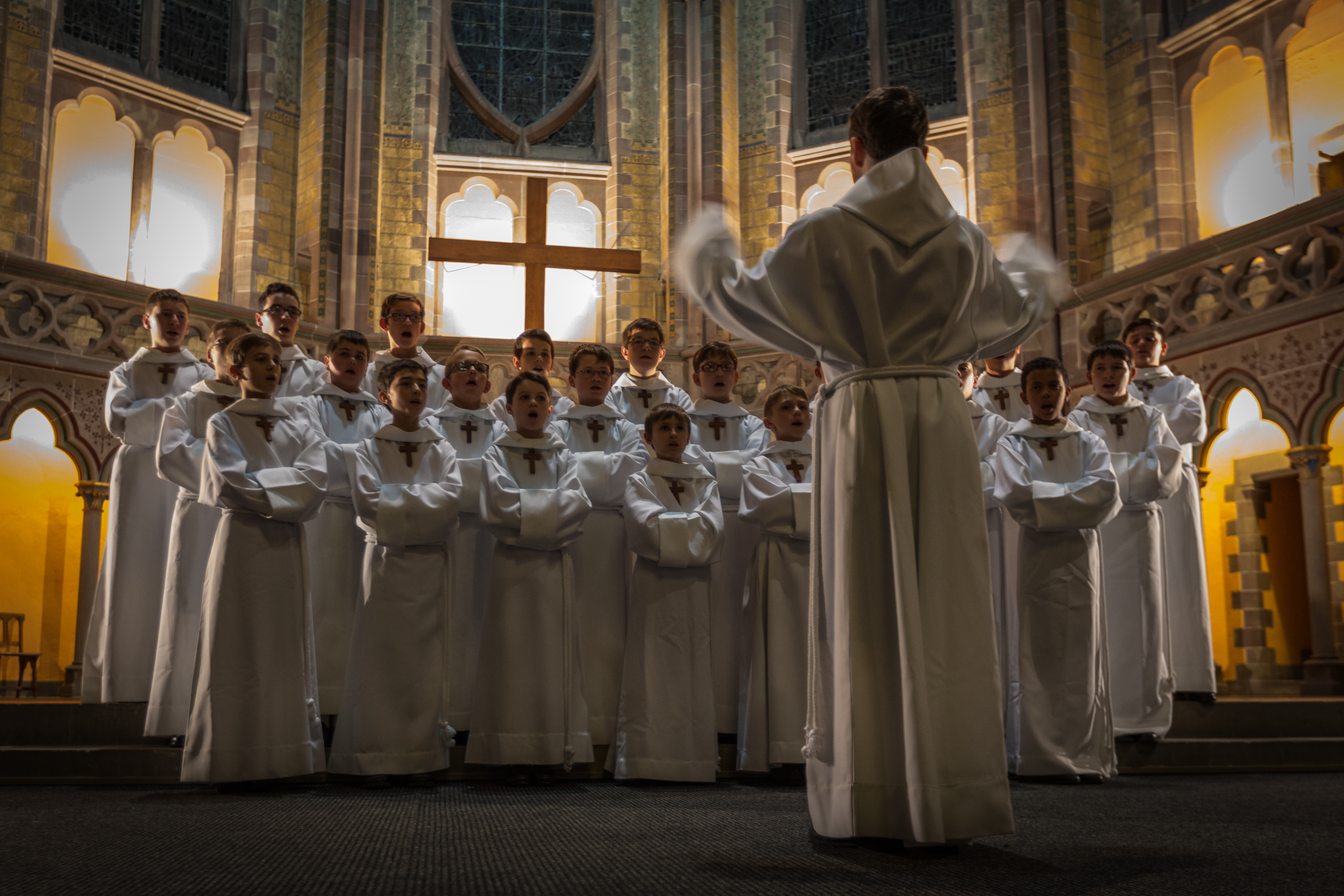
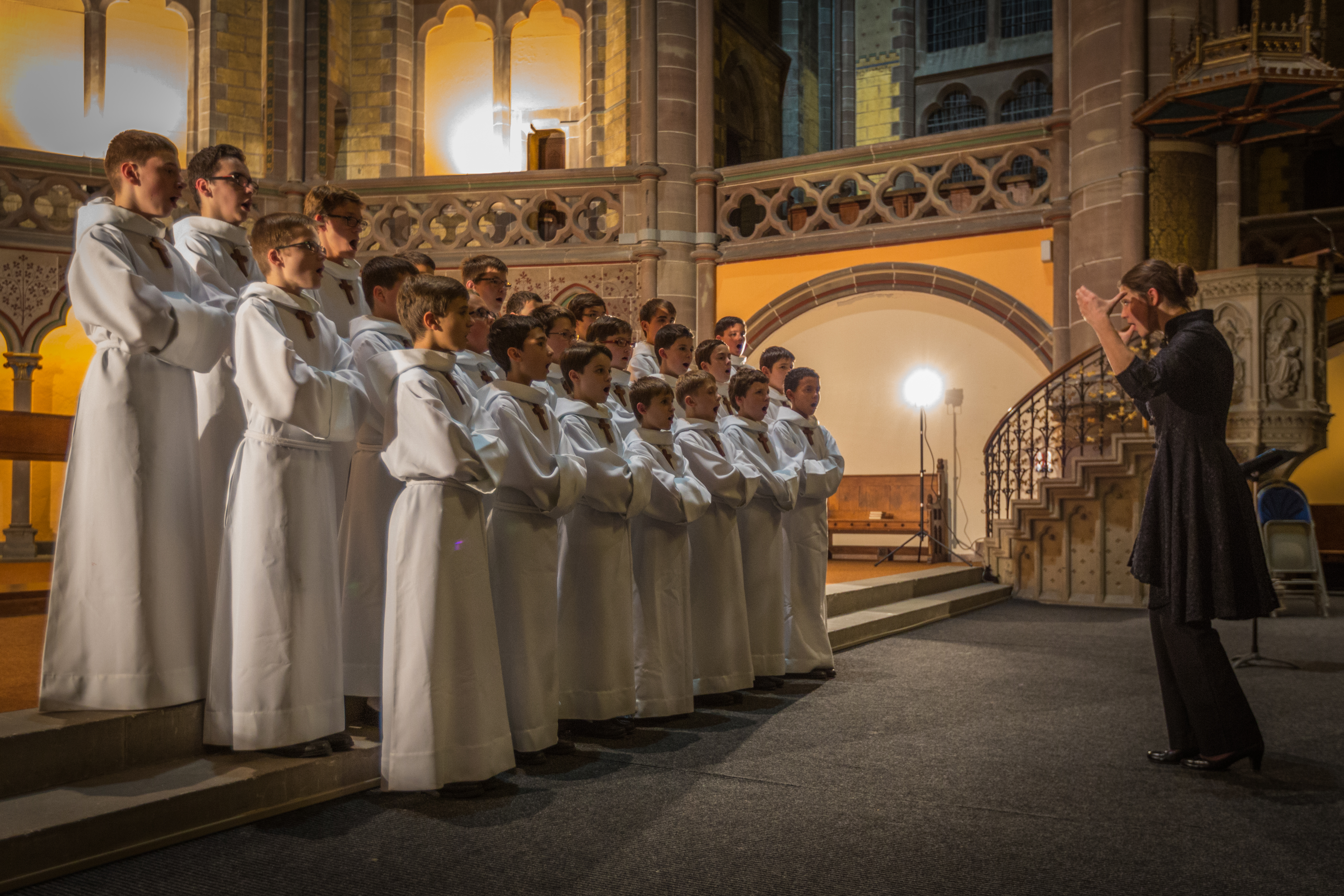
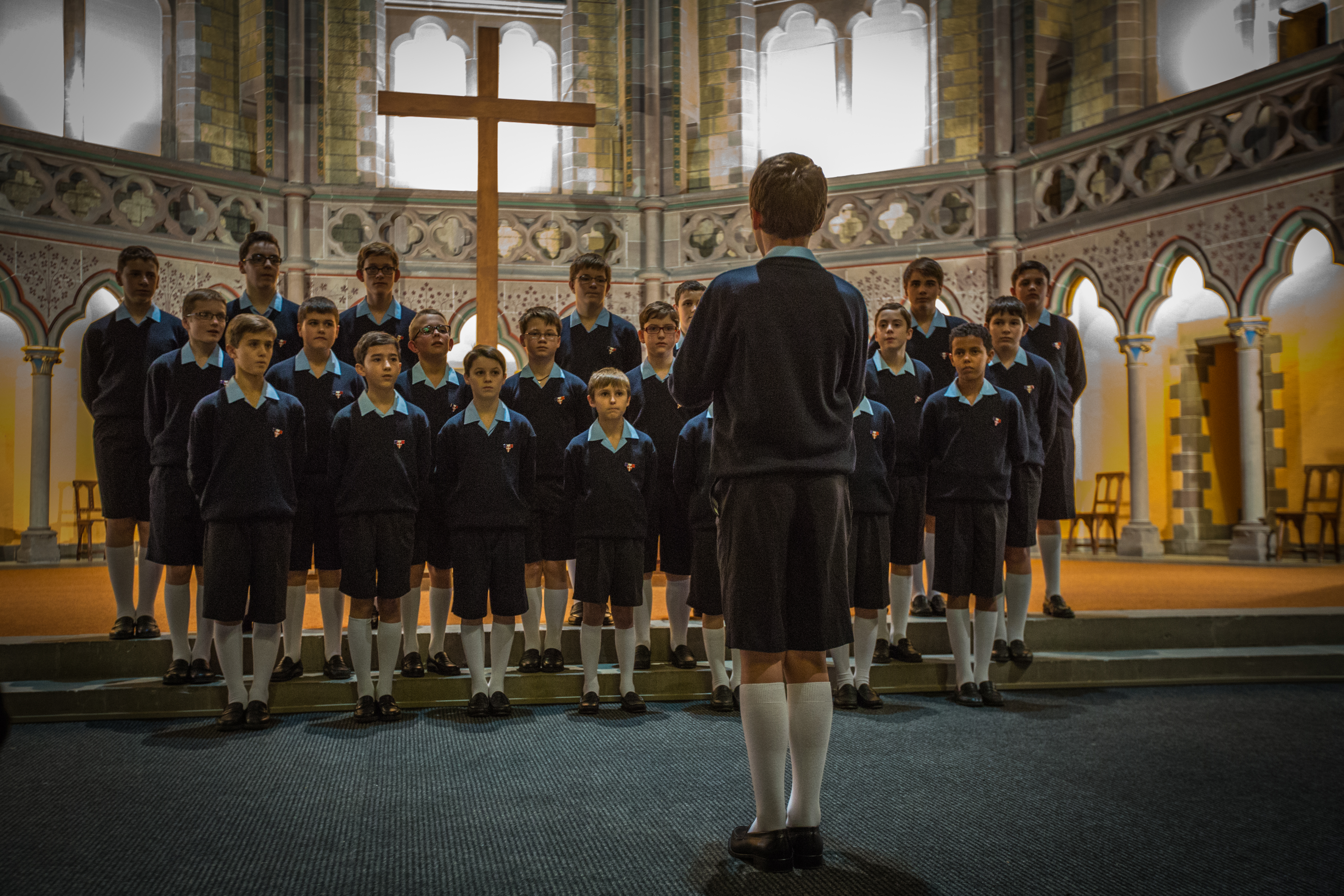
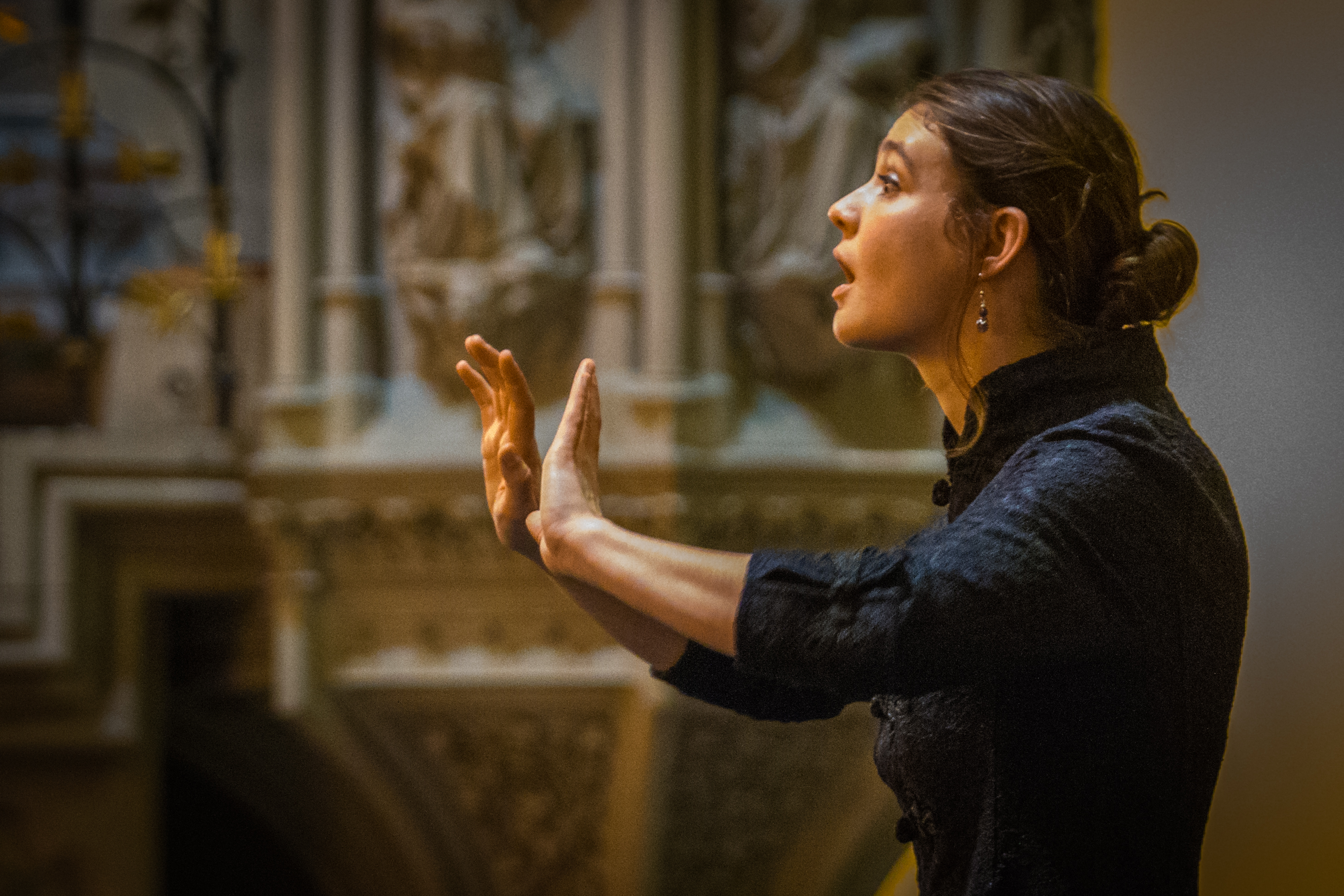
Clothilde Sebert, ancienne directrice musicale.

### Rémunération et repos hebdomadaire
Le 27 avril 2009, à la suite d'un bras de fer avec l'administration qui veut que les jeunes choristes soient rémunérés lorsqu'ils se produisent, le chœur est interdit de concert par la préfecture de l'Oise. Depuis 2008, l'État voudrait soumettre le chœur de garçons à la législation du travail. L'association estime de son côté que son action s'inscrit dans le cadre d'un projet éducatif de formation. Selon elle, les parents des enfants sont également contre le fait de rémunérer les enfants.
La mobilisation autour de Petits Chanteurs a permis à ces derniers de reprendre la route en mai 2009. Le décret no 2009-1049 du 27 août 2009, relatif au temps de travail de certains enfants du spectacle, fixe désormais les conditions exactes de rémunération des enfants en concert. Il s'applique à toutes les chorales d'enfants dont le projet pédagogique développe une activité de spectacle itinérante.
En mai 2013, la Manécanterie rencontre de nouvelles difficultés avec l'administration française, qui veut imposer aux Petits Chanteurs deux jours de repos hebdomadaires lors de leurs tournées, au lieu d'un actuellement. Selon leur délégué général, cette mesure mettait à mal la Manécanterie des Petits Chanteurs, qui risquait de fermer ses portes à la fin de l'année 2013 faute de ressources suffisantes,.
Les 13 septembre 2013 et 13 juin 2014, l'association est placée en redressement judiciaire. Le tribunal de grande instance de Sens valide le projet de reprise de l'activité par la Maîtrise de la cathédrale d'Autun.

### Arrivée à Autun (71)
L'activité de la Manécanterie quitte ainsi Brienon-sur-Armançon pour Autun en août 2014. Elle prend place au cœur de l'institution Saint-Lazare-Saint-Sacrement où les enfants sont scolarisés, au sein d'un projet d'éducation intégrale développé par l'école des Petits Chanteurs. Au fil des ans, la direction retourne aux fondamentaux de l'institution, articulant le projet sur quatre dimensions au service de l'enfant : éducative, pastorale, artistique et scolaire. Elle développe la dimension historique missionnaire de la manécanterie.

## Quelques Petits Chanteurs notables
- Cyril Auvity, né en 1977, ténor, haute-contre
- Frank Alamo, (12 octobre 1941 - 11 octobre 2012), chanteur des années yéyé
- François Bernheim, né en 1947, chanteur et auteur-compositeur, entre autres pour la chorale pop Les Poppys et les Petits Chanteurs d'Asnières
- Louis Chedid, né le 1er janvier 1948, chanteur, compositeur, réalisateur et père de Matthieu Chedid, alias -M-
- Adrien Hardy, né le 30 juillet 1978, champion olympique d'aviron
- Roger Krebs, né en 1931, devenu Roger Laugier pour le cinéma après son rôle de « Laugier » dans La Cage aux rossignols
- Jean Marco, (17 décembre 1923 - 24 juin 1953), chanteur de l'orchestre de Jacques Hélian
- Jean-Marie Messier, né le 13 décembre 1956, haut fonctionnaire, homme d’affaires
- Claude Scasso, né le 19 avril 1962, scénariste
- Charles Troesch, né le 1er juin 1982, prêtre du diocèse de Gap et d'Embrun, chanteur du groupe Les Prêtres

## Filmographie, télédiffusion et concerts

### Concerts et télédiffusions
- 1943 : Depuis les années 1940 les archives télévisuelles des Petits Chanteurs à la croix de bois[20]. Sur le site de l'Institut national de l'audiovisuel
- 1948 : Messe de Noël historique à Notre Dame de Paris (Première messe télévisée filmée), produite par la Radiodiffusion Française[21].
- 1989 : Les Petits Chanteurs à la croix de bois à chœur ouvert, docu-concert de Thierry Bonté (Éditions FR3 VHS). Interprétations : Ave Maria (Schubert). La nuit (Jean-Philippe Rameau). Berceuse et Alphabet (Mozart), Tantum Ergo (Berlioz), Les temps viendront (L. Hamade).
- 1998 : Charles Aznavour, live au Palais des congrès de Paris (concert filmé) Interprétation de Les enfants (2 min 27 s) & Ave Maria (3 min 52 s). (Ed Capitol et Emi Music Holland DVD)
- 2004 : 80, Bon Anniversaire Charles, (concert filmé) le 22 mai 2004 au Palais des congrès de Paris — Charles Aznavour et ses invités ont offert un concert au profit de l’Institut national du cancer.

- 2006 : Le Chœur des enfants, docu-concert d'Emmanuel Descombes.
- 2007 : L'histoire des 100 ans de la manécanterie: (Coffret "Édition du centenaire 1907, 2007" CD 1 et 2 "La mané d'autrefois" et "La mané d'hier et d'aujourd'hui" (47 titres originaux), 2 DVD et 1 livre "L'histoire des 100 ans de la manécanterie" par Jean Rolland. Produit par Rym Musique Vidéo et les Petits Chanteurs à la croix de bois).
  - DVD 1 "Un siècle d'harmonie, de fraicheur et de joie, raconté par Jean-Claude Brialy"
  - DVD 2 "Les plus belles images des concerts télévisés des Petits Chanteurs à la Croix de Bois" (29 titres)
- 2007 : Les Petits Chanteurs à la croix de bois ouvrent et clôturent le défilé du 14 juillet 2007 en interprétant La Marseillaise et l’Hymne à la Joie avec le Chœur de l'Armée française ;
- 2008 : Le Noël des Petits Chanteurs, émission spéciale de fin d'année diffusée par France télévision et la Radio Télévision Belge Francophone.
- 2009 : La Chorale des Petits Chanteurs, émission spéciale de fin d'année diffusée par France télévision et la Radio Télévision Belge Francophone.
- 2009 : Les Petits Chanteurs à la croix de bois et la Musique de la légion étrangère, (concert filmé) le 21 octobre 2009 au cœur de la cathédrale Saint-Louis des Invalides à Paris, (Ed DVD par ecpad, Cinéma Armées) Interprétation .
- 2010 : La Chorale des Petits Chanteurs, émission spéciale de fin d'année diffusée par France télévision et la Radio Télévision Belge Francophone.
- 2011 : La Chorale des Petits Chanteurs, émission spéciale de fin d'année diffusée par France télévision et la Radio Télévision Belge Francophone.
- 2012 : 300 Chœurs pour les Fêtes, interprétation de l'Hymne à l'amour en duo avec Patricia Kaas.
- 2013 : 300 Chœurs pour les Fêtes, la Manécanterie chante un Ave Maria avec Vincent Niklo, duo repris dans l'album collector de l'artiste, et sur France 3, dans Les chansons d'abord, diffusé le 22 décembre 2013 à 17h30, un chœur a interprété Il est né le divin enfant.
- 2014 Le voyage Musical des Petits Chanteurs à la Croix de Bois. Concert enregistré au Parc des expositions l'Edven à Autun le 26 novembre 2014. Direction artistique Hugo Gutierrez / Accompagnateur Vincent Coran. Réalisation Contance Prod (DVD 19 titres sorti le 07.06.2016)
- 2014 : En avril 2014, Le père Charles Troesch du groupe Les Prêtres, ancien Petit Chanteur, invite un chœur de 24 Petits Chanteurs à la croix de bois, dirigé par Anne Le Goff, sur le plateau de Michel Drucker pour interpréter Ces Voix d'enfants.
- 2016 : En octobre, enregistrement de deux titres pour les émissions 300 Chœurs[22].
  - Millésime avec Pascal Obispo pour 300 Chœurs pour + de vie, diffusé le 14.10.2016 sur France 3,
  - Vive le Vent pour 300 Chœurs pour les fêtes, diffusé le 23 décembre 2016 à 20 h 50, sur France 3.
- 2016 : Des voix pour la paix Documentaire diffusé dimanche 25 décembre 2016 à 13h35 et samedi 31 décembre à 01h45 sur France 3 (Durée : 1h40 min, réalisation Fabrice Laffont)
- 2018 : L'émission 300 Choeurs sur France 3. En duo avec Natasha St-Pier
- 2019 : L'émission 300 Choeurs sur France 3. En duo avec Vincent Niclo, Natasha St-Pier et Isabelle Boulay.

### Fictions: cinéma et télévision
- 1933 : La Vierge du Rocher de Georges Pallu.
- 1936 : Radio de Maurice Cloche.
- 1937 : Un carnet de bal de Julien Duvivier avec Harry Baur (sortie DVD en 2011).
- 1940 : Sérénade de Jean Boyer.
- 1941 : Le Duel de Pierre Fresnay avec Raimu.
- 1945 : La Cage aux rossignols de Jean Dréville avec Roger Krebs (sortie en DVD en 2004 et 2005), dont s'inspire ensuite Christophe Barratier pour son film Les Choristes en 2004.
- 1946 : Le Visiteur de Jean Dréville avec Roger Krebs (Ed René Chateau VHS).
- 1949 : Valse brillante (Éditions René Chateau Vidéo).
- 1952 : Moineaux de Paris de Maurice Cloche.
- 1952 : Son dernier Noël.
- 1979 : Le Crime des innocents, téléfilm de Roger Dallier.
- 1998 : L'Or des anges de Philippe Reypens, documentaire de création co-produit par Arte (repris dans le DVD Le Monde des Choristes).
- 2004 : Le Monde des Choristes ou L'Or des anges, DVD comprenant : Le documentaire de création L'Or des anges, le documentaire Rejoice et le court-métrage de fiction Un peu de fièvre ; trois films de Philippe Reypens (DVD Collector).
- 2006 : Le Grand Charles, téléfilm de Bernard Stora (participation)
- 2007 : Antonio Vivaldi, un prince à Venise, de Jean-Louis Guillermou.
- 2024 : Leurs enfants après eux de Ludovic et Zoran Boukherma -  reprises de Where Did You Sleep Last Night et Where Is My Mind?